# Valdemarsvik
Valdemarsvik – miejscowość w Szwecji. Siedziba władz administracyjnych gminy Valdemarsvik w regionie Östergötland. W 2005 roku miejscowość zamieszkiwało 2885 mieszkańców.

## Przypisy

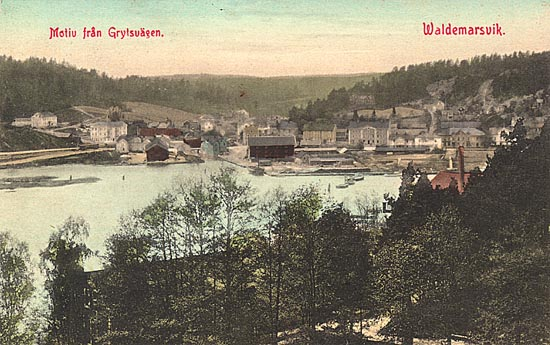
Valdemarsvik 1913